# 5603 Rausudake
5603 Rausudake è un asteroide della fascia principale del diametro medio di circa 42,34 km. Scoperto nel 1992, presenta un'orbita caratterizzata da un semiasse maggiore pari a 3,9669939 UA e da un'eccentricità di 0,0676095, inclinata di 4,32917° rispetto all'eclittica.